# Grand Prix Formule 1 van Italië 2005
De Grand Prix Formule 1 van Italië 2005 werd gehouden op 4 september 2005 op het Autodromo Nazionale Monza in Monza.

## Uitslag
| Positie | Nummer | Rijder               | Team                | Ronden | Tijd/Opgave | Startplaats | Punten |
| ------- | ------ | -------------------- | ------------------- | ------ | ----------- | ----------- | ------ |
| 1       | 10     | Juan Pablo Montoya   | McLaren - Mercedes  | 53     | 1:14:28.659 | 1           | 10     |
| 2       | 5      | Fernando Alonso      | Renault             | 53     | +2.479      | 2           | 8      |
| 3       | 6      | Giancarlo Fisichella | Renault             | 53     | +17.975     | 8           | 6      |
| 4       | 9      | Kimi Räikkönen       | McLaren - Mercedes  | 53     | +22.275     | 11          | 5      |
| 5       | 16     | Jarno Trulli         | Toyota              | 53     | +33.786     | 5           | 4      |
| 6       | 17     | Ralf Schumacher      | Toyota              | 53     | +43.925     | 9           | 3      |
| 7       | 8      | Antônio Pizzonia     | Williams-BMW        | 53     | +44.643     | 16          | 2      |
| 8       | 3      | Jenson Button        | BAR-Honda           | 53     | +1:03.635   | 3           | 1      |
| 9       | 12     | Felipe Massa         | Sauber - Petronas   | 53     | +1:15.413   | 15          |        |
| 10      | 1      | Michael Schumacher   | Scuderia Ferrari    | 53     | +1:36.070   | 6           |        |
| 11      | 11     | Jacques Villeneuve   | Sauber - Petronas   | 52     | +1 Ronde    | 12          |        |
| 12      | 2      | Rubens Barrichello   | Scuderia Ferrari    | 52     | +1 Ronde    | 7           |        |
| 13      | 15     | Christian Klien      | Red Bull - Cosworth | 52     | +1 Ronde    | 13          |        |
| 14      | 7      | Mark Webber          | Williams-BMW        | 52     | +1 Ronde    | 14          |        |
| 15      | 14     | David Coulthard      | Red Bull - Cosworth | 52     | +1 Ronde    | 10          |        |
| 16      | 4      | Takuma Sato          | BAR-Honda           | 52     | +1 Ronde    | 4           |        |
| 17      | 18     | Tiago Monteiro       | Jordan-Toyota       | 51     | +2 Rondes   | 17          |        |
| 18      | 20     | Robert Doornbos      | Minardi - Cosworth  | 51     | +2 Rondes   | 18          |        |
| 19      | 21     | Christijan Albers    | Minardi - Cosworth  | 51     | +2 Rondes   | 20          |        |
| 20      | 19     | Narain Karthikeyan   | Jordan-Toyota       | 50     | +3 Rondes   | 19          |        |

## Wetenswaardigheden
- Eerste race van 2005: Antônio Pizzonia. Hij verving Nick Heidfeld voor de rest van het seizoen.
- Rondeleiders: Juan Pablo Montoya 53 (1-53).
- Er waren geen uitvallers. Slechts in de Grand Prix van Nederland 1961, de Grand Prix van de Verenigde Staten 2005 en de Grand Prix van Europa 2011 waren geen uitvallers. Bij de laatste verschenen echter slechts 6 auto's aan de start. Bij de GP van Europa 2011 werd Narain Karthikeyan, net als in deze race, ook laatste.
- Kimi Räikkönen haalde pole position, maar kreeg 10 plaatsen straf na een motorwissel in de laatste vrije training. Juan Pablo Montoya kreeg nu de pole position.
- Na deze race was Michael Schumacher kansloos voor de wereldtitel.

## Standen na de Grand Prix

### Coureurs
| Positie | Nummer | Rijder             | Team             | Punten |
| ------- | ------ | ------------------ | ---------------- | ------ |
| 1       | 5      | Fernando Alonso    | Renault          | 103    |
| 2       | 9      | Kimi Räikkönen     | McLaren          | 76     |
| 3       | 1      | Michael Schumacher | Scuderia Ferrari | 55     |
| 4       | 10     | Juan Pablo Montoya | McLaren          | 50     |
| 5       | 16     | Jarno Trulli       | Toyota           | 43     |

### Constructeurs
| Positie | Nummers | Team             | Rijders                               | Punten |
| ------- | ------- | ---------------- | ------------------------------------- | ------ |
| 1       | 5 6     | Renault          | Fernando Alonso Giancarlo Fisichella  | 144    |
| 2       | 9 10    | McLaren          | Kimi Räikkönen Juan Pablo Montoya     | 138    |
| 3       | 1 2     | Scuderia Ferrari | Michael Schumacher Rubens Barrichello | 86     |
| 4       | 16 17   | Toyota           | Jarno Trulli Ralf Schumacher          | 7      |
| 5       | 7 8     | Williams         | Mark Webber Nick Heidfeld             | 54     |

## Statistieken
| Snelste ronde | Kimi Räikkönen | McLaren - Mercedes | 1:21.504 |

1921 · 1922 · 1923 · 1924 · 1925 · 1926 · 1927 · 1928 · 1931 · 1932 · 1933 · 1934 · 1935 · 1936 · 1937 · 1938 · 1947 · 1948 · 1949 · 1950 · 1951 · 1952 · 1953 · 1954 · 1955 · 1956 · 1957 · 1958 · 1959 · 1960 · 1961 · 1962 · 1963 · 1964 · 1965 · 1966 · 1967 · 1968 · 1969 · 1970 · 1971 · 1972 · 1973 · 1974 · 1975 · 1976 · 1977 · 1978 · 1979 · 1980 · 1981 · 1982 · 1983 · 1984 · 1985 · 1986 · 1987 · 1988 · 1989 · 1990 · 1991 · 1992 · 1993 · 1994 · 1995 · 1996 · 1997 · 1998 · 1999 · 2000 · 2001 · 2002 · 2003 · 2004 · 2005 · 2006 · 2007 · 2008 · 2009 · 2010 · 2011 · 2012 · 2013 · 2014 · 2015 · 2016 · 2017 · 2018 · 2019 · 2020 · 2021 · 2022 · 2023 · 2024 · 2025